# Kaokoland
Kaokoland era un bantustan de l'antiga Namíbia, també conegut com a Kaokoveld. Tenia una extensió de 48.982 km² i fou establerta el 1970 a l'extrem nord-oest del país, a l'actual regió de Kunene.
Es troba en una de les zones més aïllades de Namíbia. Creada per als membres de l'ètnia himba (un subgrup dels hereros) per tal que arribessin a autogovernar-se i obtinguessin algun nivell d'autonomia en el territori, mai va poder formar-se un govern en aquest bantustan, ja que aleshores es calculava que hi havia 5.000 individus d'aquella ètnia (potser uns 12.000 actualment).